# Hermann Blohm
Adolph Hermann Blohm (* 23. Juni 1848 in Lübeck; † 12. März 1930 in Hamburg) war ein deutscher Schiffbauingenieur  und Unternehmer, der als Mitbegründer der Schiffswerft Blohm & Voss Bedeutung erlangte.

## Werdegang
Hermann Blohm wurde als jüngster Sohn des in der Karibik und in Venezuela zu Wohlstand gekommenen Kaufmanns Georg Blohm in Lübeck geboren. Der Lübecker Bürgermeister Georg Blohm war sein Urgroßvater. Schon früh stellte sich bei ihm der Wunsch ein, eiserne Dampfschiffe nach englischem Vorbild zu bauen.
Seine berufliche Laufbahn begann er als Lehrling bei der Maschinenfabrik Kollmann & Scheteling (Lübecker Maschinenbau Gesellschaft). Nach der Ausbildung ging er zur Werft Waltjen & Co. in Bremen, um seine technischen und praktischen Kenntnisse zu vertiefen. Ein Studium an der Polytechnischen Schule Hannover, der Eidgenössischen Technischen Hochschule Zürich und am Gewerbeinstitut Berlin schloss er 1872 ab.

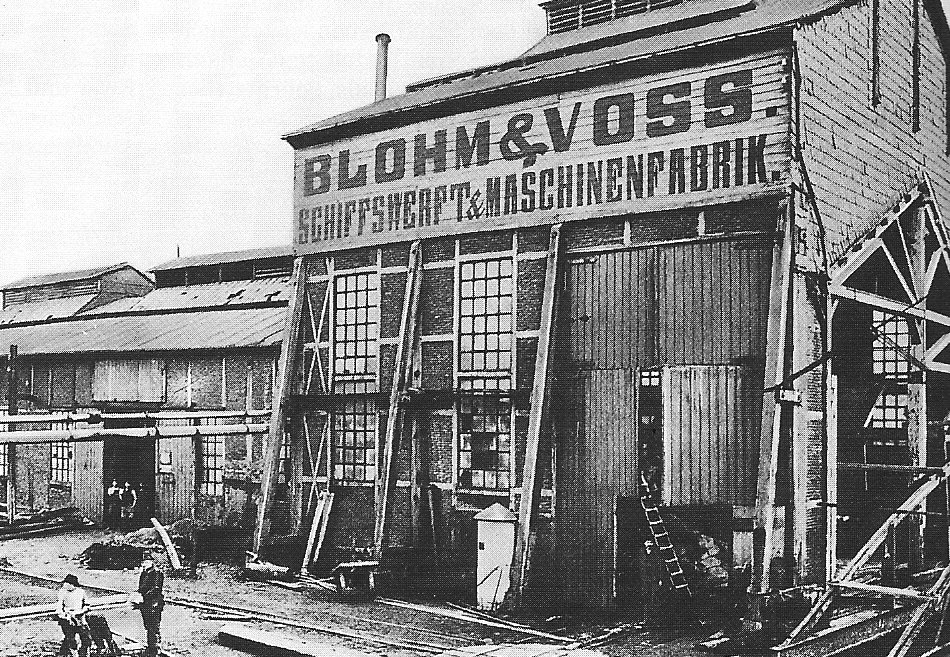

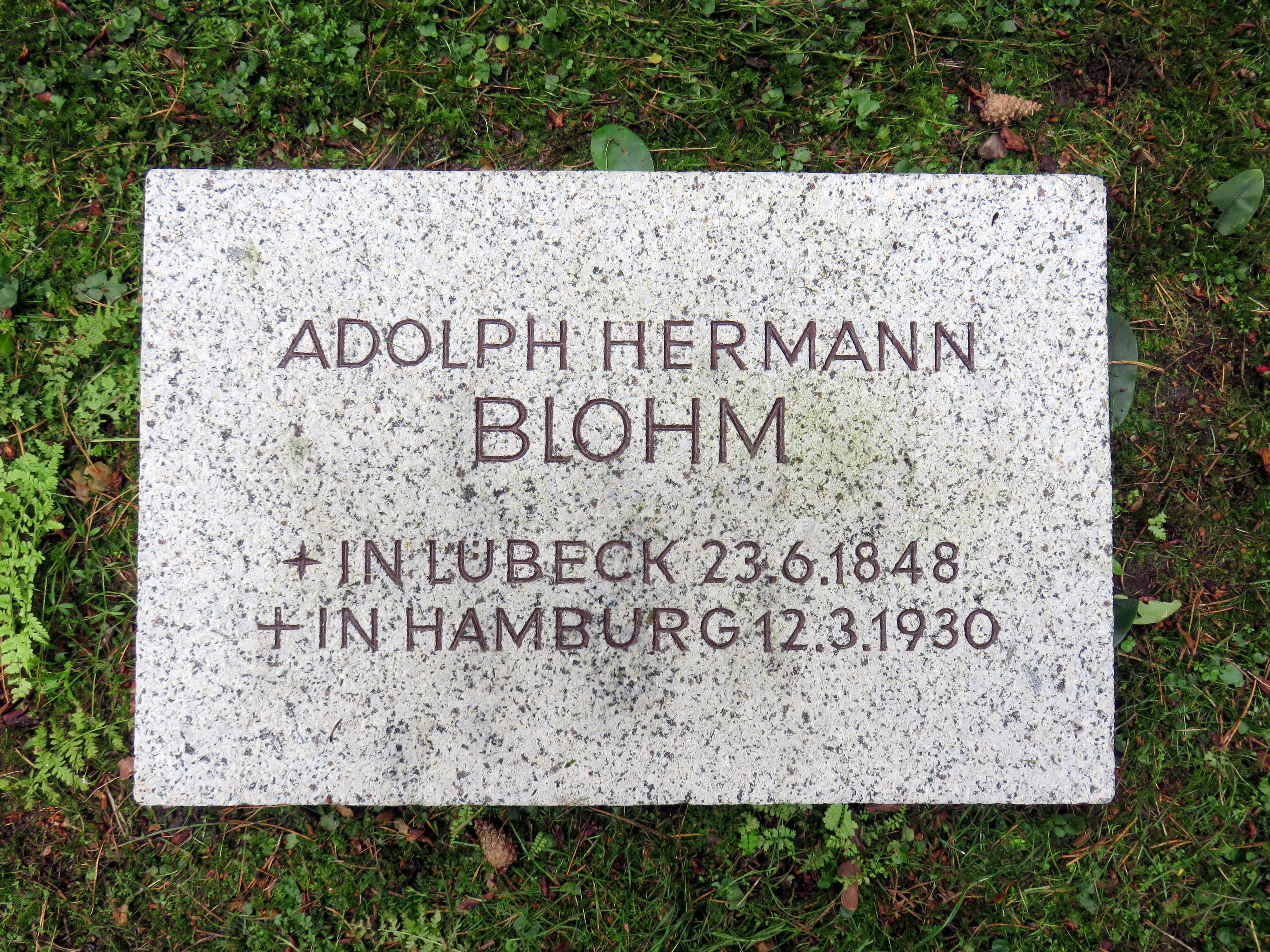
Grabplatte des Familiengrabs auf dem Friedhof Ohlsdorf

Danach arbeitete Hermann Blohm kurze Zeit (1872 bis 1873) auf der Werft Tischbein in Rostock und auf der Reiherstiegwerft in Hamburg als Ingenieur. Im Jahr 1873 ging er nach England um in verschiedenen Ingenieurbüros und Werften sein Wissen als Schiffbauingenieur zu vervollständigen. Hermann Blohm kehrte 1876 nach Lübeck zurück in der Absicht, eine Werft für eiserne Dampfer an der Trave zu gründen. Seiner Ansicht nach gehörten Maschinen- und Schiffbau zusammen. Daher strebte er eine Zusammenarbeit mit seiner ehemaligen Lehrstätte, der Lübecker Maschinenbau Gesellschaft (LMG) an. Doch eine Einigung mit den Hauptaktionären der LMG kam nicht zustande, weil ihm deren finanzielle Vorstellungen überzogen schienen. Auch die Lübecker Behörden waren wenig entgegenkommend. Aus diesem Grund ging Hermann Blohm nach Hamburg, wo er kurze Zeit später Ernst Voss kennenlernte.
Mit ihm zusammen gründete er 1877, mit Hilfe eines Darlehens seines in der Sache skeptischen Vaters Georg Blohm über mehr als 500.000 Mark, das spätere Weltunternehmen Blohm & Voss, das erst Schiffe und dann auch Flugzeuge, speziell Flugboote baute, die ihrer Zeit weit voraus waren. Erster Hamburger Auftrag war die für F. Laeisz gebaute Bark Parsifal, ein 1882 abgelieferter Flying P-Liner.
Blohm nahm am 29. Dezember 1884 an der Konferenz in Streit’s Hotel in Hamburg teil. Die dort anwesenden Vertreter von acht deutschen Werften gründeten den Verein Deutscher Schiffswerften e. V. (Vorgänger des heutigen VSM) und gingen in die deutsche Schiffbaugeschichte ein. Zwölf Unternehmen unterzeichneten eine Petition betreffend den Bau von Schiffen und Schiffsdampfmaschinen auf heimischen Werften mit Bezug auf die Vorlage behufs Subventionen von überseeischen Dampferlinien, die dem Reichstag zuging. Es waren zivile Schiffe und Flugzeuge, aber auch gerade militärische im Zuge der Wiederaufrüstung nach dem Ersten Weltkrieg.
Hermann Blohm war zugleich als führender Vertreter diverser Arbeitgeber- und Industrieverbände ein unerbittlicher Gegner der Arbeiterbewegung. Im Hamburger Hafenarbeiterstreik von 1896/1897 übernahm Hermann Blohm auf der Arbeitgeberseite die Führung und erklärte die Auseinandersetzung zur grundsätzlichen Machtfrage. Die Gewerkschaften dürften niemals als Verhandlungspartner anerkannt werden.
1917 riefen Hermann Blohm und sein Sohn Rudolf Blohm zusammen mit anderen Vertretern der Hamburger Führungsschicht zur Gründung eines Hamburger Landesvereins der Deutschen Vaterlandspartei auf.
Hermann Blohm war Mitglied im Verein Deutscher Ingenieure (VDI). Dieser verlieh ihm 1907 die Grashof-Denkmünze. Er war lebenslanges Fachmitglied der Schiffbautechnischen Gesellschaft.
Hermann Blohm war seit 1880 mit Carl Wilhelm Ludwig Westphals Tochter Emmi Alwine (1858–1928) verheiratet und wurde im Familiengrab auf dem Ohlsdorfer Friedhof im Planquadrat Q 25 beigesetzt.